# Groote Stooringe
De Groote Stooringe was een studentenopstand op 28 juli 1875 geleid door Albrecht Rodenbach en zijn medeleerlingen in het Klein Seminarie in Roeselare tegen het gebruik van het Frans in het onderwijs in Vlaanderen.

## Het collegefeest
Door Vlaamsgezinde leraars zoals Hugo Verriest, Gustaaf Hendrik Flamen, Edward De Gryse, Alfons Van Hee en Jozef Axters, waren de studenten al op jonge leeftijd geïnspireerd door de werken van Guido Gezelle en andere Vlaamsgezinde schrijvers en kunstenaars. In een alsmaar meer verfransend Vlaanderen schreef Rodenbach zijn lied “De Blauwvoet”. Dit was oorspronkelijk in hoofdzaak een huldelied aan de superior en moest op zijn naamfeest worden gezongen, samen met een ander gedicht van Rodenbach, 'De Kerels'. 
De superior wilde echter de balans in evenwicht houden en eiste dat naast een Vlaams ook een Frans lied zou worden gezongen. Dit werd door de leerlingen geweigerd, die beslisten dat er dan maar niets zou worden gezongen. Dit gaf aanleiding tot incidenten tijdens het feest.

## Blauwvoeterie
De studenten noemden zich zelf De Blauwvoeters en wilden bewijzen dat het “dode Vlaanderenland” nog erg levendig was. De blauwvoet is een symbool voor de jan-van-gent, een vogel die als boodschapper van storm geldt. Vroeger bleven de vissers liever thuis als de blauwvoet uitvloog. Deze verwijzing is echter foutief. Albrecht Rodenbach nam de slogan 'Vliegt de blauwvoet? Storm op zee' over uit het boek 'De kerels van Vlaanderen' van Hendrik Conscience die zich op zijn beurt had laten inspireren door 'Histoire de Flandre' van Joseph Kervyn de Lettenhove. Hierin komt het waargebeurde verhaal voor van de strijd tussen de Veurnse families Blauvoet en Ingrekin. De benaming "blauwvoet" verwijst dus niet naar het symbool voor de jan-van-gent.
De Groote Stooringe was een kleine opstand van de Roeselaarse studenten tegen het verfransende onderwijssysteem. Hoe bescheiden en anekdotisch die revolte ook was (in het West-Vlaams sprak men van een 'ramulte' of woeling), ze kende grote weerklank in de colleges over heel Vlaanderen, dankzij publicaties zoals het tijdschrift 'De Vlaamsche Vlagge' en de verhalen die rond de gebeurtenis werden geweven en gepubliceerd en die er een legendarische en exemplarische weerklank aan gaven. Vanaf dan was de strijd voor de vernederlandsing van het middelbaar onderwijs niet meer tegen te houden.